# Futsal nos Jogos Sul-Americanos de 2018 - Masculino
O torneio masculino de futsal nos Jogos Sul-Americanos de 2018 foi disputado entre 26 e 30 de maio no Coliseo Municipal de Chimoré, em Chimoré, Bolívia.
Seis equipes participaram do evento, sendo que até 14 jogadores poderiam ser inscritos.

## Calendário
| G | Fase de grupos |

| Evento            | Sáb 26 | Dom 27 | Seg 28 | Ter 29 | Qua 30 |
| ----------------- | ------ | ------ | ------ | ------ | ------ |
| Torneio masculino | G      | G      | G      | G      | G      |

## Medalhistas
|  | COL Colômbia |  | PAR Paraguai |  | ARG Argentina |
|  | Andrés Reyes Angellott Caro Brayan Guette Camilo Gómez Carlos Ñáñez Felipe Echavarría Jhonatan Giraldo Jorge Cuervo Jorge Abril José Esteban Sánchez Mateo Zapata Richard Gutiérrez Yonathan Cárdenas Yulián Díaz |  | Adán Román Carlos Espínola César Olmedo Enrique Franco Francisco Martínez Gabriel Giménez Hugo Martínez Joel Recalde Juan Morel Juan Pedrozo Julio Mareco René Villalba Richard Rejala Rodrigo Ayala |  | Andrés Santos Constantino Vaporaki Damián Stazzone Gabriel Ramírez Gonzalo Abdala Kevin Arrieta Lucas Farach Lucas Bolo Luciano Avellino Matías Edelstein Matías Starna Pablo Vidal Santiago Basile Sebastián Corso |

## Fase única
Todas as partidas estão no horário local (UTC−4).
| Pos | Equipe          | Pts | J | V | E | D | GF | GC | Dif |
| --- | --------------- | --- | - | - | - | - | -- | -- | --- |
| 1   | COL Colômbia    | 12  | 5 | 4 | 0 | 1 | 16 | 3  | +13 |
| 2   | PAR Paraguai    | 12  | 5 | 4 | 0 | 1 | 13 | 7  | +6  |
| 3   | ARG Argentina   | 12  | 5 | 4 | 0 | 1 | 13 | 7  | +6  |
| 4   | PER Peru        | 6   | 5 | 2 | 0 | 3 | 7  | 11 | –4  |
| 5   | PAN Panamá      | 3   | 5 | 1 | 0 | 4 | 8  | 16 | –8  |
| 6   | BOL Bolívia (A) | 0   | 5 | 0 | 0 | 5 | 3  | 16 | –13 |

Critérios de desempate: 1) Pontos; 2) Diferença de gols; 3) Número de vitórias; 4) Número de gols marcados; 5) Confronto direto; 6) Menor número de gols sofridos; 7) Menor número de cartões vermelhos; 8) Menor número de cartões amarelos; 9) Sorteio.

A – Anfitrião.

| 26 de maio | Paraguai PAR   | 1 – 3     | COL Colômbia              | Coliseo Municipal de Chimoré, Chimoré |
| 11:00      | H. Martínez 9' | Relatório | Gómez 33' · Caro 36', 39' |                                       |

| 26 de maio | Argentina ARG                       | 3 – 0     | PER Peru | Coliseo Municipal de Chimoré, Chimoré |
| 13:00      | Arrieta 4' · Santos 12' · Corso 18' | Relatório |          |                                       |

| 26 de maio | Bolívia BOL | 1 – 2     | PAN Panamá                  | Coliseo Municipal de Chimoré, Chimoré |
| 15:00      | Herrera 32' | Relatório | Sánchez 23' · Goodridge 37' |                                       |

| 27 de maio | Colômbia COL | 0 – 1     | ARG Argentina | Coliseo Municipal de Chimoré, Chimoré |
| 11:00      |              | Relatório | Santos 14'    |                                       |

| 27 de maio | Panamá PAN               | 2 – 5     | PAR Paraguai                                                            | Coliseo Municipal de Chimoré, Chimoré |
| 13:00      | Campos 11' · Stewart 28' | Relatório | Campos 8' (g.c) · Villalba 16', 39' · F. Martínez 30' · H. Martínez 33' |                                       |

| 27 de maio | Bolívia BOL | 0 – 1     | PER Peru    | Coliseo Municipal de Chimoré, Chimoré |
| 15:00      |             | Relatório | Aguilar 17' |                                       |

| 28 de maio | Panamá PAN                 | 2 – 4     | PER Peru                                       | Coliseo Municipal de Chimoré, Chimoré |
| 15:00      | Sánchez 19' · Maquensi 32' | Relatório | Saravia 11', 33' · Herrera 27' · Barrantes 32' |                                       |

| 28 de maio | Argentina ARG | 1 – 3     | PAR Paraguai                                | Coliseo Municipal de Chimoré, Chimoré |
| 17:00      | Abdala 39'    | Relatório | Rejala 25' · Villalba 39' · F. Martínez 39' |                                       |

| 28 de maio | Bolívia BOL | 0 – 7     | COL Colômbia                                                                | Coliseo Municipal de Chimoré, Chimoré |
| 19:00      |             | Relatório | Caro 3' · Cuervo 16' · Abril 18' · Guette 22', 36' · Giraldo 34' · Díaz 38' |                                       |

| 29 de maio | Argentina ARG                                | 4 – 2     | PAN Panamá         | Coliseo Municipal de Chimoré, Chimoré |
| 15:00      | Vidal 3' · Santos 6' · Basile 15' · Bolo 28' | Relatório | Goodridge 23', 33' |                                       |

| 29 de maio | Colômbia COL                     | 4 – 1     | PER Peru    | Coliseo Municipal de Chimoré, Chimoré |
| 17:00      | Caro 15', 18', 39' · Giraldo 37' | Relatório | Pacheco 23' |                                       |

| 29 de maio | Bolívia BOL | 0 – 2     | PAR Paraguai             | Coliseo Municipal de Chimoré, Chimoré |
| 19:00      |             | Relatório | Recalde 10' · Rejala 24' |                                       |

| 30 de maio | Peru PER    | 1 – 2     | PAR Paraguai            | Coliseo Municipal de Chimoré, Chimoré |
| 15:00      | Saravia 39' | Relatório | Rejala 11' · Mareco 38' |                                       |

| 30 de maio | Panamá PAN | 0 – 2     | COL Colômbia             | Coliseo Municipal de Chimoré, Chimoré |
| 17:00      |            | Relatório | Gutiérrez 32' · Caro 36' |                                       |

| 30 de maio | Bolívia BOL                  | 2 – 4     | ARG Argentina                                | Coliseo Municipal de Chimoré, Chimoré |
| 19:00      | Justiniano 10' · Padilla 39' | Relatório | Edelstein 10', 30' · Abdala 27' · Santos 28' |                                       |